# Zaricicea, Pîreatîn
Zaricicea (în ucraineană Заріччя) este un sat în orașul raional Pîreatîn din regiunea Poltava, Ucraina.

## Demografie
Componența lingvistică a localității Zaricicea
     Ucraineană (90,23%)
     Rusă (8,65%)
     Romani (1,13%)
Conform recensământului din 2001, majoritatea populației localității Zaricicea era vorbitoare de ucraineană (90,23%), existând în minoritate și vorbitori de rusă (8,65%) și romani (1,13%).